# 1989-es Formula–1 brazil nagydíj
Az 1989-es Formula–1 világbajnokság szezonnyitó futama a brazil nagydíj volt.

## Futam
| Helyezés | #  | Versenyző             | Csapat/Motor          | Futott körök | Idő/Kiesés oka     | Rajthely | Pontszám |
| -------- | -- | --------------------- | --------------------- | ------------ | ------------------ | -------- | -------- |
| 1        | 27 | Nigel Mansell         | Ferrari               | 61           | 1:38:58,744        | 6        | 9        |
| 2        | 2  | Alain Prost           | McLaren-Honda         | 61           | + 7,809            | 5        | 6        |
| 3        | 15 | Maurício Gugelmin     | March-Judd            | 61           | + 9,370            | 12       | 4        |
| 4        | 20 | Johnny Herbert        | Benetton-Ford         | 61           | + 10,493           | 10       | 3        |
| 5        | 9  | Derek Warwick         | Arrows-Ford           | 61           | + 17,866           | 8        | 2        |
| 6        | 19 | Alessandro Nannini    | Benetton-Ford         | 61           | + 18,241           | 11       | 1        |
| 7        | 3  | Jonathan Palmer       | Tyrrell-Ford          | 60           | + 1 kör            | 18       |          |
| 8        | 12 | Nakadzsima Szatoru    | Lotus-Judd            | 60           | + 1 kör            | 21       |          |
| 9        | 26 | Olivier Grouillard    | Ligier-Ford           | 60           | + 1 kör            | 22       |          |
| 10       | 4  | Michele Alboreto      | Tyrrell-Ford          | 59           | + 2 kör            | 20       |          |
| 11       | 1  | Ayrton Senna          | McLaren-Honda         | 59           | + 2 kör            | 1        |          |
| 12       | 30 | Philippe Alliot       | Larrousse-Lamborghini | 58           | + 3 kör            | 30       |          |
| 13       | 22 | Andrea de Cesaris     | Dallara-Ford          | 57           | + 4 kör            | 15       |          |
| 14       | 38 | Christian Danner      | Rial-Ford             | 56           | + 5 kör            | 17       |          |
| 15       | 6  | Riccardo Patrese      | Williams-Renault      | 51           | Generátor          | 2        |          |
| Kiesett  | 10 | Eddie Cheever         | Arrows-Ford           | 37           | Ütközés            | 24       |          |
| Kiesett  | 34 | Bernd Schneider       | Zakspeed-Yamaha       | 36           | Ütközés            | 25       |          |
| Kiesett  | 7  | Martin Brundle        | Brabham-Judd          | 27           | Féltengely         | 13       |          |
| Kiesett  | 16 | Ivan Capelli          | March-Judd            | 22           | Felfüggesztés      | 7        |          |
| Kiesett  | 11 | Nelson Piquet         | Lotus-Judd            | 10           | Üzemanyag rendszer | 9        |          |
| Kizárva  | 17 | Nicola Larini         | Osella-Ford           | 10           | Kizárva            | 19       |          |
| Kiesett  | 8  | Stefano Modena        | Brabham-Judd          | 9            | Féltengely         | 14       |          |
| Kiesett  | 5  | Thierry Boutsen       | Williams-Renault      | 3            | Motorhiba          | 4        |          |
| Kiesett  | 23 | Pierluigi Martini     | Minardi-Ford          | 2            | Alváz              | 16       |          |
| Kiesett  | 28 | Gerhard Berger        | Ferrari               | 0            | Ütközés            | 3        |          |
| Kiesett  | 24 | Luis Perez-Sala       | Minardi-Ford          | 0            | Ütközés            | 23       |          |
| NK       | 29 | Yannick Dalmas        | Larrousse-Lamborghini |              |                    |          |          |
| NK       | 25 | René Arnoux           | Ligier-Ford           |              |                    |          |          |
| NK       | 33 | Gregor Foitek         | Euro Brun-Judd        |              |                    |          |          |
| NK       | 31 | Roberto Moreno        | Coloni-Ford           |              |                    |          |          |
| NeK      | 21 | Alex Caffi            | Dallara-Ford          |              |                    |          |          |
| NeK      | 18 | Piercarlo Ghinzani    | Osella-Ford           |              |                    |          |          |
| NeK      | 39 | Volker Weidler        | Rial-Ford             |              |                    |          |          |
| NeK      | 32 | Pierre-Henri Raphanel | Coloni-Ford           |              |                    |          |          |
| NeK      | 41 | Joachim Winkelhock    | AGS-Ford              |              |                    |          |          |
| NeK      | 35 | Szuzuki Aguri         | Zakspeed-Yamaha       |              |                    |          |          |
| NeK      | 36 | Stefan Johansson      | Onyx-Ford             |              |                    |          |          |
| NeK      | 37 | Bertrand Gachot       | Onyx-Ford             |              |                    |          |          |

## Statisztikák
Vezető helyen:
- Riccardo Patrese: 17 (1-15 / 21-22)
- Nigel Mansell: 37 (16-20 / 28-44 / 47-61)
- Alain Prost: 7 (23-27 / 45-46)

Nigel Mansell 14. győzelme, Ayrton Senna 30. pole-pozíciója, Riccardo Patrese 4. leggyorsabb köre.
- Ferrari 95. győzelme.

Johnny Herbert és Bertrand Gachot első versenye.